# Gilles van Montaigu
Gilles of Egidius van Montaigu (graafschap Montaigu 12e eeuw) was graaf van Montaigu, Clermont-aan-de-Maas en Duras, in het hertogdom Neder-Lotharingen in het Heilige Roomse Rijk. Om het derde graafschap, Duras, heeft hij veel strijd gevoerd. Tevens was Gilles heer van Rochefort, Hotton en Geldenaken. Zijn twee broers Pierre en Conon waren regent tijdens zijn langdurige ziekte.

## Levensloop

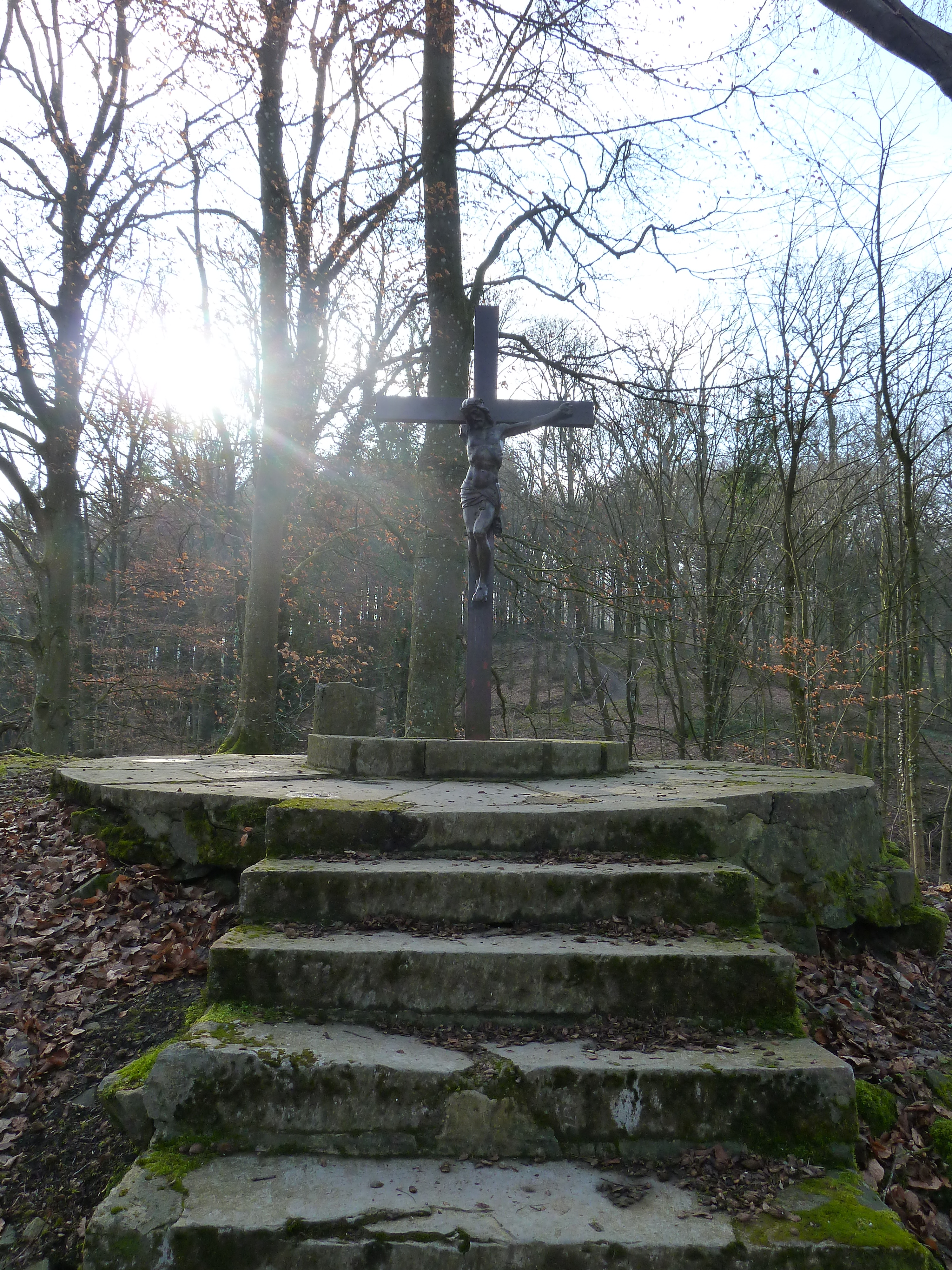
Rest van het grafelijk kasteel van Montaigu (Belgisch Luxemburg). Vandaag kluizenarij en kapel van Sint-Thibaut

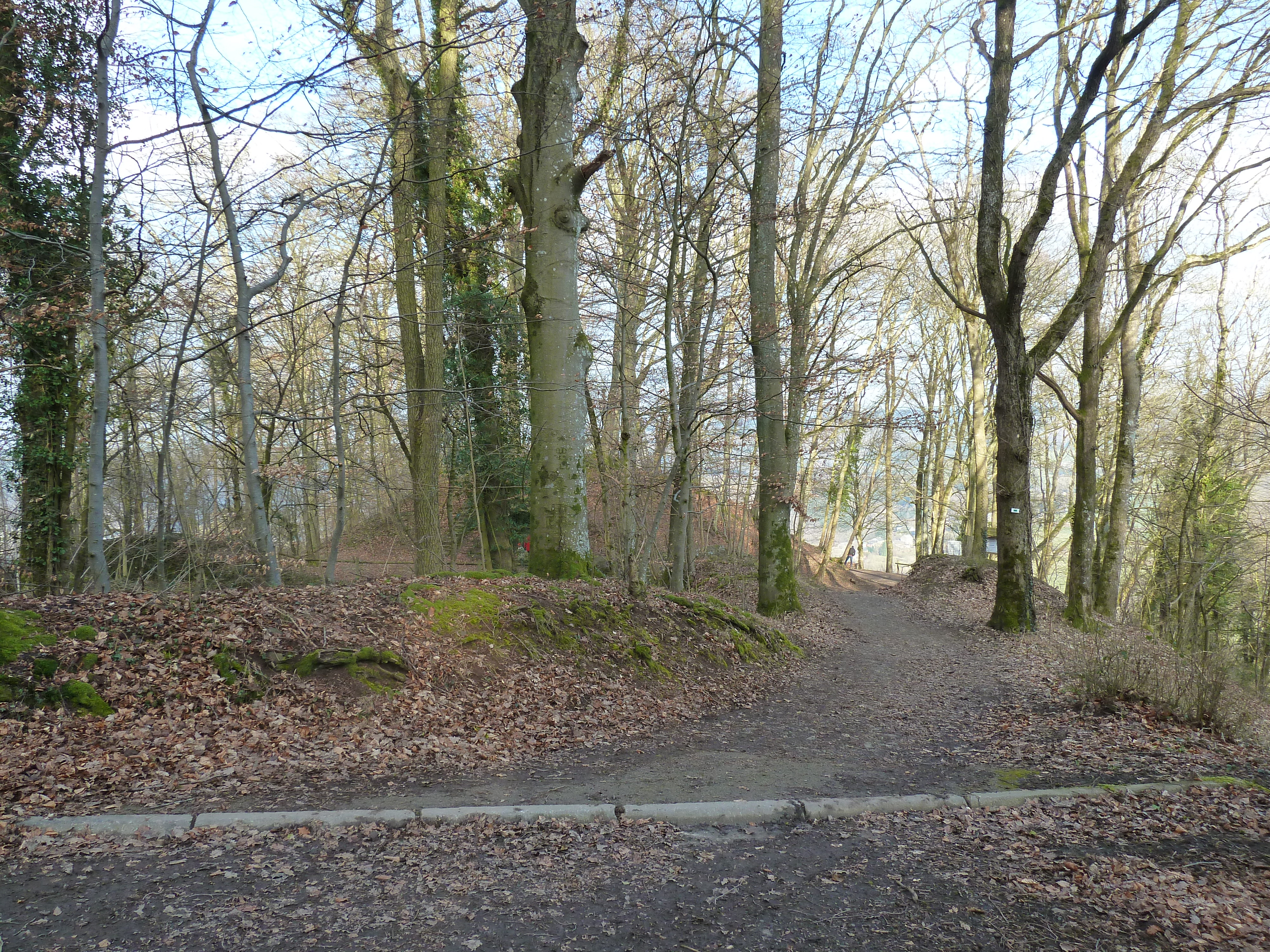

### Eerste conflict over Duras
Gilles was de oudste zoon van Godfried van Montaigu en Juliana van Duras. Hij volgde zijn ouders op in 1161, in al hun territoria. Hiervan was het graafschap Duras een zware twistappel. In 1170 brak een conflict uit met Lodewijk I van Loon. Deze Lodewijk bezat namelijk een enclave in het graafschap Duras: de plaats Brustem. Lodewijk had een toren gebouwd in Brustem en er soldaten in gekazerneerd. Dit was niet naar de zin van de abdij van Sint-Truiden en hun abt Wiric, want de monniken konden niet meer veilig naar de kerk van Brustem. Gilles had schrik voor het leger van Lodewijk I van Loon. De troepen van Gilles hielden het bij enkele schermutselingen. De Rooms-Duitse koning Frederik I Barbarossa beloofde ondertussen steun aan de abdij van Sint-Truiden maar deed verder niets. Versterkt met abt Wiric en de Truienaren liet Gilles de toren van Brustem afbranden (1171). Nadien bestormden ze het slot van Borgloon, waar de zieke graaf Lodewijk verzorgd werd. Lodewijk stierf evenwel door koorts (1171). 
Aan het hof van Frederik I Barbarossa kwam het tot een dispuut over de schadeloosstelling in Borgloon en Brustem. Lodewijks weduwe, Agnes van Metz en de jonge graaf Gerard van Loon eisten enorme schadeloosstelling van Gilles; de weduwe was overigens bankroet. Gilles riskeerde een zware boete maar abt Weric van Sint-Truiden en Rudolf van Zähringen, prins-bisschop van Luik, praatten in op de Duitse koning. Gilles deed een schenking aan een kerk in Luik zodat het dispuut tussen Montaigu en Loon werd bijgelegd. Hendrik I de Blinde, graaf van Namen en Luxemburg, speelde eveneens verzoener tussen Montaigu en Loon. Gilles van Montaigu huwde met Laurette van Loon, een zus van Gerard van Loon (1172), ter bekroning van de vrede over de enclave Brustem.

### Tweede conflict over Duras
Graaf Gerard vertrok na het huwelijk van Gilles en Laurette op kruistocht. Hugo, broer van Gerard en Arlette, werd regent van het graafschap Loon. Hugo herbouwde de toren van Brustem (1173). Gilles liet zijn schoonbroer in Brustem gerust. In 1174 kwam Gerard terug van kruistocht. Gerard schonk, via de Duitse koning, stadsrechten aan Brustem (1174). Het conflict tussen Montaigu en Loon herbegon. Sint-Truiden voelde zich bedreigd door de stichting van een nieuwe stad voor haar abdijpoorten en stadspoorten. 
Het echtpaar Gilles en Laurette scheidde in 1174, kinderloos, na twee jaar huwelijk. In het conflict Montaigu versus Loon bemiddelde graaf Godfried III van Leuven. De Leuvenaar dwong Gerard van Loon te stoppen met de uitbouw van Brustem; voor hem speelden er grotere belangen, namelijk de invloed van Leuven richting hertogdom Limburg te verstevigen. Gilles werd ziek en moest zijn twee broers als regent aanstellen: Pierre van Montaigu, kanunnik van de Sint-Lambertuskathedraal in Luik, werd uit Luik gehaald; Pierre werd regent voor het (stam)graafschap Montaigu. De andere broer, Conon van Montaigu, een Luiks soldenier, werd regent voor de graafschappen Clermont en het woelige Duras. De zieke Gilles bleef de heerlijkheid Geldenaken besturen, waar hij de Hospitaalridders van Sint-Jan had laten vestigen. Gilles leed aan de pest volgens kroniekschrijvers.
In 1188 stichtte Gilles de Cisterciënzerabdij van Rosières, beter bekend als de abdij van Val-Saint-Lambert. Deze abdij liet hij toe in het graafschap Clermont. Monniken uit de abdij van Signy stichtten de nieuwe abdij.
Conon vertrok op kruistocht. Daarom verkocht hij het graafschap Duras aan de oude vijand Gerard, graaf van Loon. Gerard kocht dus het hele graafschap Duras rond zijn enclave Brustem. Dit bezorgde hem tevens de functie van vice-proost van Sint-Truiden. 
De opvolger van de graaf van Leuven, hertog Hendrik I van Brabant, was woest over de lichtzinnige verkoop door Conon (en Gilles). Een regionale oorlog barstte los. De hertog van Brabant verwoestte het kasteel van Duras, liep de abdij van Sint-Truiden overhoop en hield een regiment Brabanders in Duras. Gerard I van Loon drong het prinsbisdom Luik binnen. Rudolf van Zähringen, de prins-bisschop, sloeg Gerard in de ban van de kerk doch Gerard stak Tongeren in brand, een Luikse stad. Boudewijn V van Henegouwen en Hendrik III van Limburg schoten te hulp. Finaal verwierf Gerard I van Loon toch het graafschap Duras, tezamen met het ambt van vice-voogd van de abdij van Sint-Truiden, zoals overeengekomen in Keulen in 1190.

### Graaf zonder graafschappen
Conon was op kruistocht vertrokken met een flinke som geld van de Brabanders (1189). De zieke Gilles van Montaigu bestuurde op zijn eentje, eigenlijk alleen nog zijn heerlijkheid Geldenaken. Gilles was kinderloos. Met de dood van Gilles gingen de twee graafschappen Montaigu en Clermont over naar zijn schoonbroer, Wery II van Walcourt.